# Brêmes
Pour les articles homonymes, voir Brême (homonymie).
Brêmes (parfois nommée Brêmes-les-Ardres) est une commune française située dans le département du Pas-de-Calais en région Hauts-de-France. Ses habitants sont appelés les Brêmois. Sa population est de 1 311 habitants au dernier recensement de 2022. La commune est membre de la communauté de communes Pays d'Opale.

## Géographie

### Localisation
Localisée dans le nord du département du Pas-de-Calais, Brêmes est une commune située, à vol d'oiseau, à 13 km au sud-est de la commune de Calais (chef-lieu d'arrondissement).
Le territoire de la commune est limitrophe de ceux de cinq communes.
Les communes limitrophes sont Ardres, Landrethun-lès-Ardres, Louches, Rodelinghem et Balinghem.

### Géologie et relief
La superficie de la commune est de 7,25 km2 ; son altitude varie de 3  à   76 m.

### Hydrographie
Le territoire de la commune est situé dans le bassin Artois-Picardie.
Le territoire communal est traversée par cinq cours d'eau :
- le canal d'Ardres, chenal navigable d'une longueur de 5 km, qui prend sa source dans la commune et se jette dans le canal de Calais au niveau de la commune des Attaques[4] ;
- le canal du Haut Banc et ruisseau d'Ardres ou la rivière Neuve, d'une longueur de 8,13 km[5] ;
- le Woohay, d'une longueur de 2,7 km[6] ;

- le ruisseau de Brêmes, d'une longueur de 2,38 km[7] ;
- le ruisseau de Balinghem, d'une longueur de 2,12 km[8].

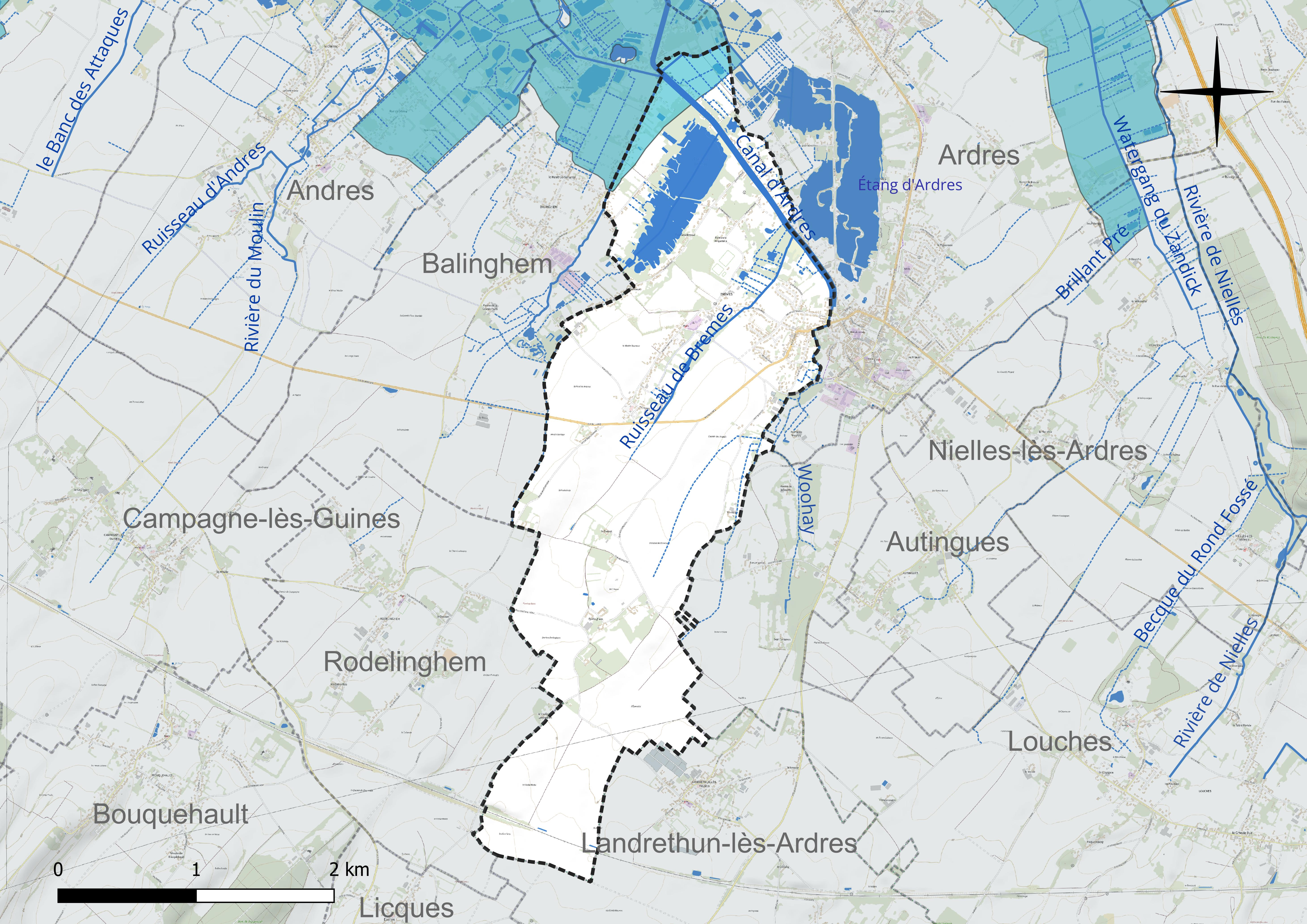
Réseau hydrographique de Brêmes.

### Climat
Pour des articles plus généraux, voir Climat des Hauts-de-France et Climat du Nord-Pas-de-Calais.
En 2010, le climat de la commune est de type climat océanique altéré, selon une étude du CNRS s'appuyant sur une série de données couvrant la période 1971-2000. En 2020, Météo-France publie une typologie des climats de la France métropolitaine dans laquelle la commune est exposée à un climat océanique et est dans la région climatique Côtes de la Manche orientale, caractérisée par un faible ensoleillement (1 550 h/an) ; forte humidité de l’air (plus de 20 h/jour avec humidité relative > 80 % en hiver), vents forts fréquents.
Pour la période 1971-2000, la température annuelle moyenne est de 10,7 °C, avec une amplitude thermique annuelle de 13,3 °C. Le cumul annuel moyen de précipitations est de 827 mm, avec 11,9 jours de précipitations en janvier et 7,9 jours en juillet. Pour la période 1991-2020, la température moyenne annuelle observée sur la station météorologique la plus proche, située sur la commune de Licques à 8 km à vol d'oiseau, est de 10,5 °C et le cumul annuel moyen de précipitations est de 1 138,1 mm,. Pour l'avenir, les paramètres climatiques de la commune estimés pour 2050 selon différents scénarios d'émission de gaz à effet de serre sont consultables sur un site dédié publié par Météo-France en novembre 2022.

### Paysages
Pour un article plus général, voir Paysage en France.
La commune s'inscrit dans les « paysages des coteaux calaisiens et du pays de Licques » tels qu'ils sont définis dans l'atlas de paysages de la région Nord-Pas-de-Calais, conçu par la direction régionale de l'Environnement, de l'Aménagement et du Logement (DREAL),.
Ces « paysages des coteaux calaisiens et du pays de Licques » concernent 56 communes du Pas-de-Calais. Ces paysages s'étendent sur environ 30 km de long (est-ouest) et 15 km de large (nord-sud) et présentent deux sous-ensembles : les coteaux calaisiens au nord et le pays de Licques au sud. Les altitudes de ces paysages varient de 206 m dans le Pays de Licques, à 120 m dans l’ouest des coteaux Calaisiens, près de Guînes, et à 10 m dans l'est, près d'Audruicq.
Ces paysages recouvrent trois entités écopaysagères : les collines guînoises qui constituent le rebord septentrional de l'Artois, l'entité de Bredenarde qui appartient à la plaine maritime flamande, et la cuvette de Licques. Ils sont constitués de 59,70 % de cultures, de 17,30 % de forêts, de 15,11 % de prairies naturelles, permanentes, de 7,45 % d'espaces artificialisés, avec les quatre principales communes que sont Audruicq, Ardres, Guînes et Licques, de 0,27 % d'industries, et de 0,18 % de cours d'eau et plan d'eau.
Les éléments structurants de ces paysages sont la LGV Nord et l'A26, la rivière la Hem qui coule du sud vers le nord-est, les escarpements sur les coteaux du Calaisis et autour du pays de Licques et, d'ouest en est, les différents boisements comme la forêt de Guînes, le bois de l'Abbaye, la forêt de Tournehem et une partie de la forêt d'Éperlecques.

### Milieux naturels et biodiversité
La commune abrite des zones humides et un vaste étang au nord de la commune.

#### Zones naturelles d'intérêt écologique, faunistique et floristique
L’inventaire des zones naturelles d'intérêt écologique, faunistique et floristique (ZNIEFF) a pour objectif de réaliser une couverture des zones les plus intéressantes sur le plan écologique, essentiellement dans la perspective d’améliorer la connaissance du patrimoine naturel national et de fournir aux différents décideurs un outil d’aide à la prise en compte de l’environnement dans l’aménagement du territoire.
Le territoire communal comprend deux ZNIEFF de type 1 :
- les watergangs des Attaques et d'Andres et le lac d'Ardres. Cette ZNIEFF est marqué par la présence d’un réseau dense de fossés, mares et watergangs[17] ;
- les prairies et bois de Lostebarne-Woohay. Cette ZNIEFF, située entre les collines du pays de Licques et la plaine maritime flamande, permet la présence d’un réseau hydrographique riche et diversifié[18].

et une ZNIEFF de type 2 : la boutonnière de pays de Licques. Cette ZNIEFF, de 17 830 ha, s'étend sur 43 communes.

Carte des ZNIEFF de type 1 et 2 sur la commune
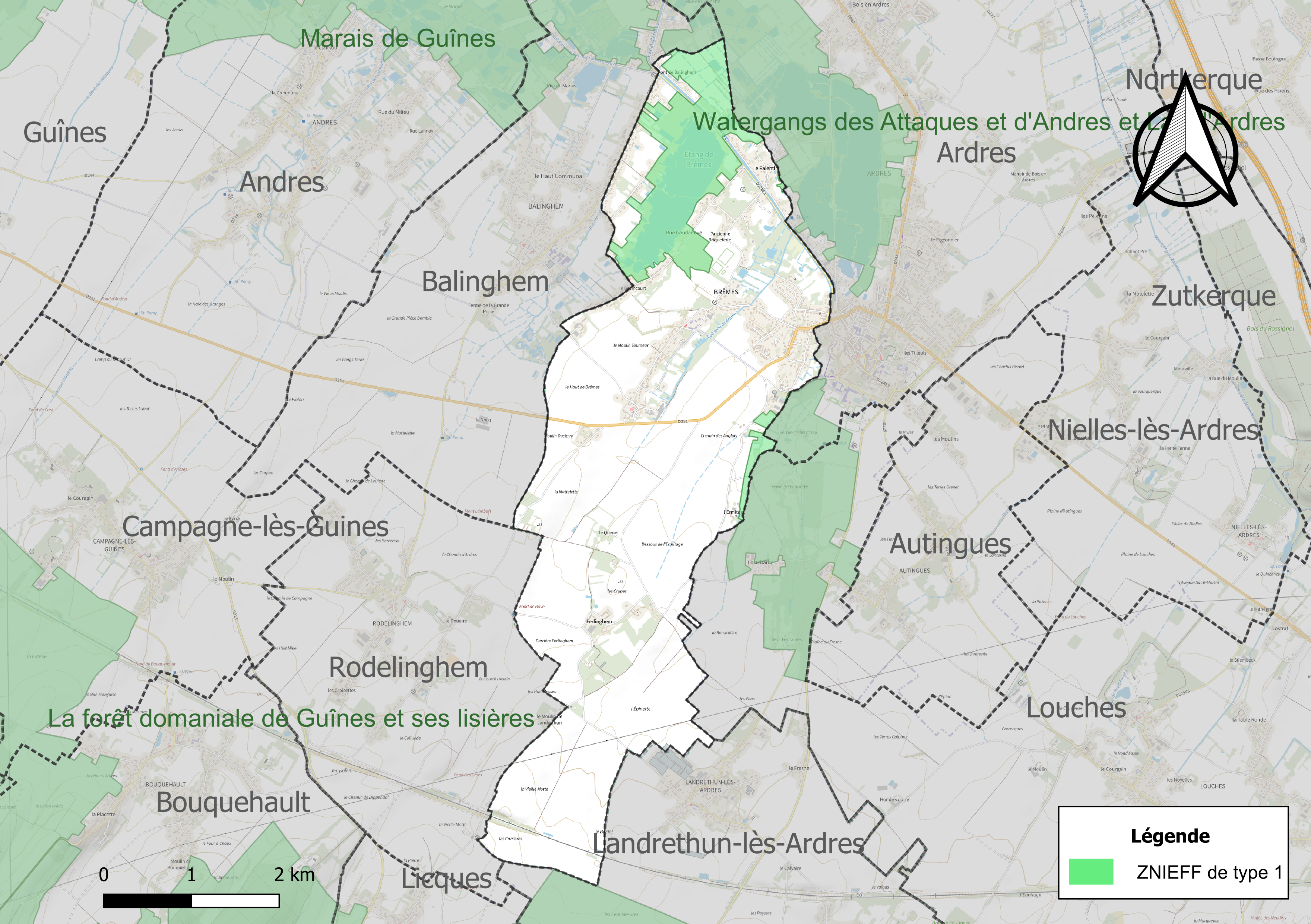
Carte des ZNIEFF de type 1 sur la commune.
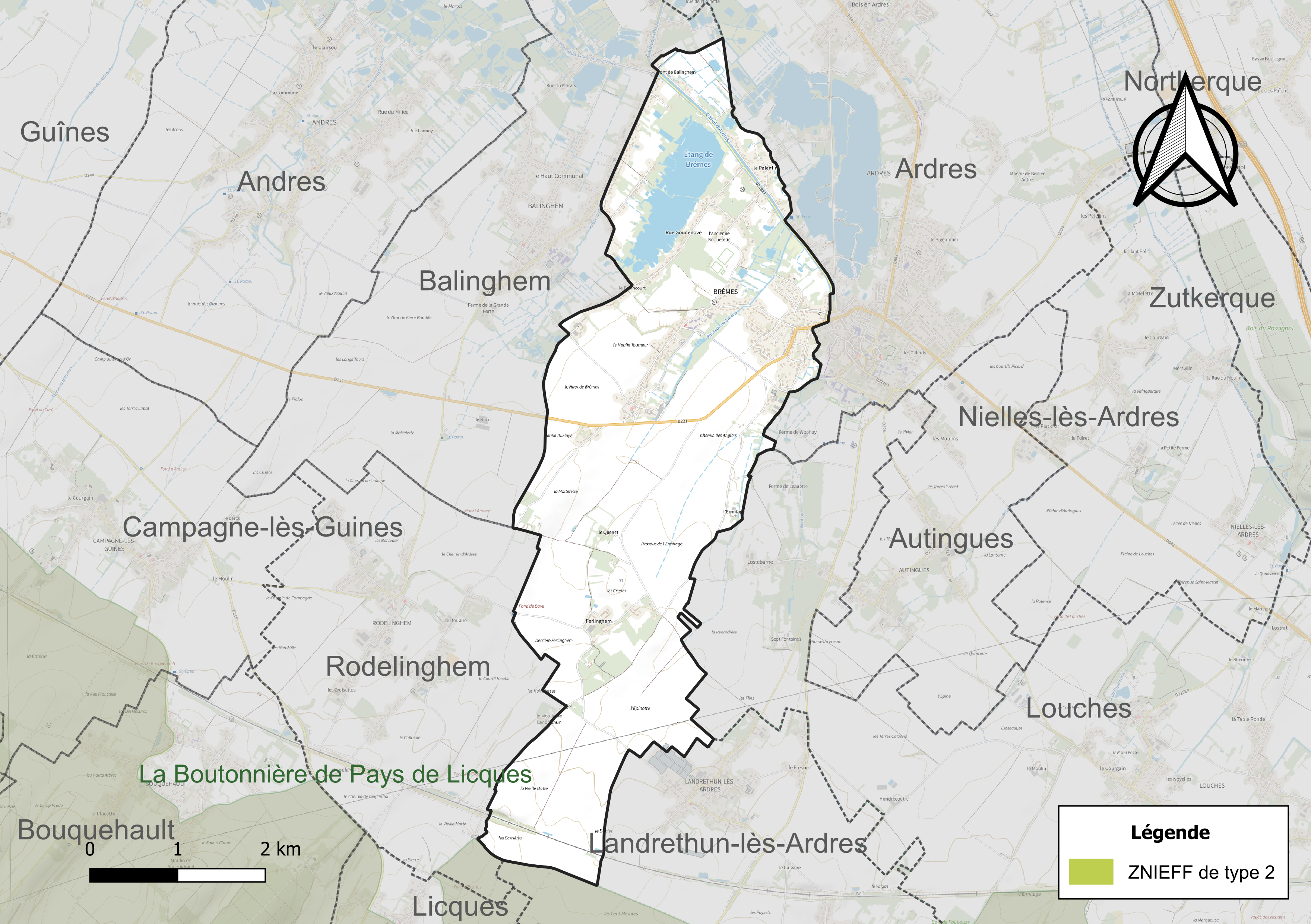
Carte de la ZNIEFF de type 2 sur la commune.

#### Inventaire national du patrimoine géologique
Sur le territoire communal se trouve le site des sources artésiennes et « trous sans fond » dans la région d'Ardres qui est inscrit à l'inventaire national du patrimoine géologique.

## Urbanisme

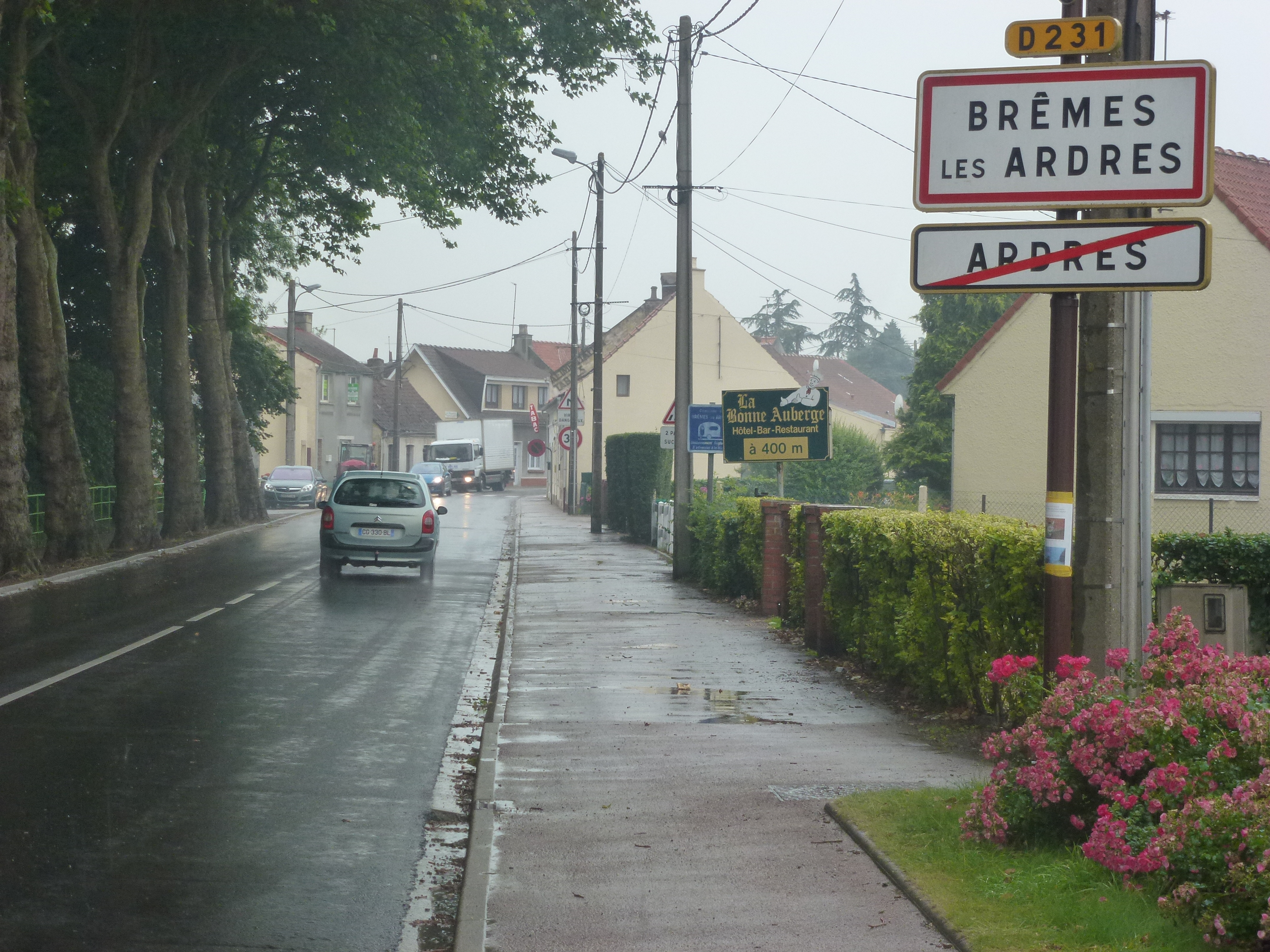
Panneau d'entrée de la commune.

### Typologie
Au 1er janvier 2024, Brêmes est catégorisée petite ville, selon la nouvelle grille communale de densité à sept niveaux définie par l'Insee en 2022.
Elle appartient à l'unité urbaine d'Ardres, une agglomération intra-départementale regroupant quatre  communes, dont elle est une commune de la banlieue,,. Par ailleurs la commune fait partie de l'aire d'attraction de Calais, dont elle est une commune de la couronne,. Cette aire, qui regroupe 45 communes, est catégorisée dans les aires de 50 000 à moins de 200 000 habitants,.

### Occupation des sols
L'occupation des sols de la commune, telle qu'elle ressort de la base de données européenne d’occupation biophysique des sols Corine Land Cover (CLC), est marquée par l'importance des territoires agricoles (84,6 % en 2018), en diminution par rapport à 1990 (85,4 %). La répartition détaillée en 2018 est la suivante : 
terres arables (62,5 %), prairies (17,5 %), zones urbanisées (7,1 %), zones agricoles hétérogènes (4,6 %), eaux continentales (4,4 %), forêts (3,5 %), zones humides intérieures (0,5 %). L'évolution de l’occupation des sols de la commune et de ses infrastructures peut être observée sur les différentes représentations cartographiques du territoire : la carte de Cassini (XVIIIe siècle), la carte d'état-major (1820-1866) et les cartes ou photos aériennes de l'IGN pour la période actuelle (1950 à aujourd'hui).

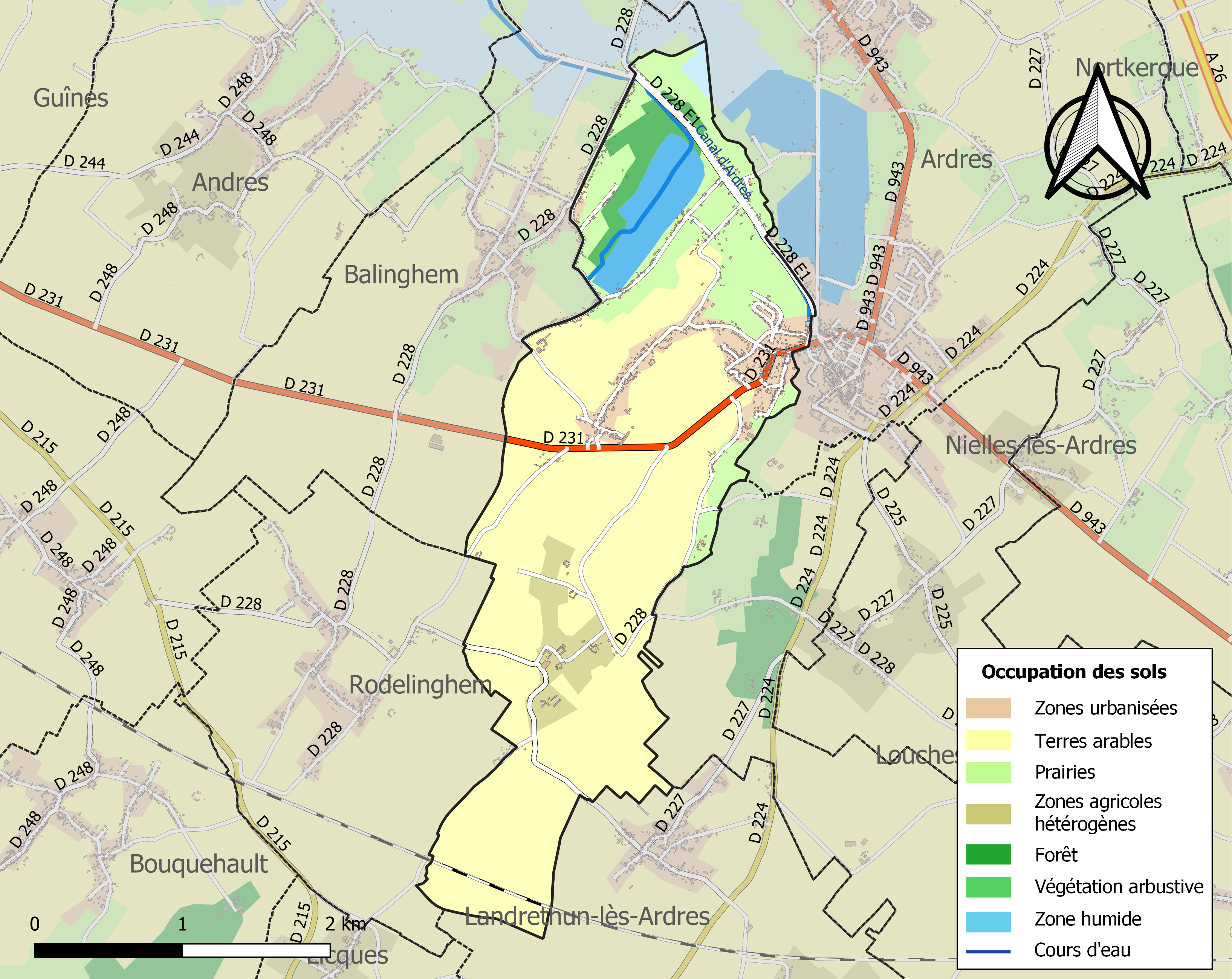
Carte des infrastructures et de l'occupation des sols de la commune en 2018 (CLC).

### Voies de communication et transports

#### Voies de communication
La commune est desservie par la route départementale D 231 (qui relie Ardres à Marquise) et est proche (environ 10 km) de l'autoroute A 26 reliant Calais à Troyes.

#### Transport ferroviaire
La commune se trouve, à 6 km de la gare de Pont-d'Ardres, située sur la ligne de Lille aux Fontinettes (Calais), desservie par des trains TER Hauts-de-France et à 15 km de la gare de Calais - Fréthun, desservie par des TGV inOui et des TER (dont TERGV),.

## Toponymie
Le nom de la localité est attesté sous les formes Bratmes et Brasmes (1084), Brames (1142), Brathmes (1157), Bramae (XIIIe siècle), Bresmes (1285), Brasmes (1320), Brelmae (XIVe siècle), Branmes (v. 1512), Bremes (1793), Bremes et Brêmesdepuis 1801.
Viendrait du nom de personne germanique Bertimia.
Bramen en flamand.

## Histoire
Ferlinghem, actuel hameau de Brêmes, était jusqu'à la fin du XVIIIe siècle un village distinct. Le seigneur d'Ardres Arnoul II d'Ardres, le fit fortifier au début du XIIe siècle (entre 1094 et 1138).
Baudouin d'Ardres va donner en 1142 l'église de Saint-Omer d'Ardres et des biens pour la fondation à Brêmes de l'abbaye de la Chapelle.
En 1160, Philippe d'Alsace, comte de Flandre, déclare que ses barons ont adjugé à l'abbesse de l'abbaye de Bourbourg, une dîme située à Ferlinghem, mais qu'à sa demande, l'abbesse avait consenti à en céder la moitié à Rainald de Ferlinghem, à charge d'un cens annuel de 20 sous.
En 1721, Jean-Baptiste Mallet, lieutenant-général de Calais est seigneur de Brêmes. En mai, il épouse Madeleine Tugghe, fille de Thomas-Ignace, conseiller pensionnaire (conseiller juridique) de Dunkerque, anobli cette même année par le roi Louis XV, chevalier de l'ordre de Saint-Michel, et de Marie-Pétronille de Coninck.
Pendant la première guerre mondiale, Ardres est en 1918 le siège d'un commandement d'étapes, c'est-à-dire un élément de l'armée organisant le stationnement de troupes, comprenant souvent des chevaux, pendant un temps plus ou moins long, sur les communes dépendant du commandement, en arrière du front. Brêmes fait partie de ce commandement d'étapes et a donc accueilli des troupes, notamment belges,. Brêmes dépend également en 1917-1918 du commandement d'étapes de Guînes.

## Politique et administration

### Découpage territorial
La commune se trouve dans l'arrondissement de Calais du département du Pas-de-Calais. Par arrêté préfectoral du 20 décembre 2016, la commune est détachée le 1er janvier 2017 de l'arrondissement de Saint-Omer (depuis 1801) pour intégrer l'arrondissement de Calais.

#### Commune et intercommunalités
La commune est membre de la communauté de communes Pays d'Opale qui regroupe 23 communes et compte 25 186 habitants en 2021.

#### Circonscriptions administratives
La commune est rattachée au canton de Tournehem en 1793, puis, au canton d'Ardres de 1801 à 2014, et, depuis 2015, au canton de Calais-2.

#### Circonscriptions électorales
Pour l'élection des députés, la commune fait partie de la sixième circonscription du Pas-de-Calais.

### Élections municipales et communautaires

#### Liste des maires
| Période                                  | Période   | Identité           | Étiquette | Qualité                                                                    |
| ---------------------------------------- | --------- | ------------------ | --------- | -------------------------------------------------------------------------- |
| Les données manquantes sont à compléter. |           |                    |           |                                                                            |
| mars 2001                                | mars 2008 | Christian Lassalle |           |                                                                            |
| mars 2008                                | En cours  | Thierry Poussière  | PCF       | Technicien Réélu pour le mandat 2014-2020, Réélu pour le mandat 2020-2026, |

## Équipements et services publics

### Justice, sécurité, secours et défense
La commune dépend du tribunal judiciaire de Saint-Omer, du conseil de prud'hommes de Saint-Omer, de la cour d'appel de Douai, du tribunal de commerce de Boulogne-sur-Mer, du tribunal administratif de Lille, de la cour administrative d'appel de Douai, du tribunal judiciaire de Boulogne-sur-Mer et du tribunal pour enfants de Saint-Omer.

## Population et société

### Démographie
Les habitants de la commune sont appelés les Brêmois.

#### Évolution démographique
L'évolution du nombre d'habitants est connue à travers les recensements de la population effectués dans la commune depuis 1793. Pour les communes de moins de 10 000 habitants, une enquête de recensement portant sur toute la population est réalisée tous les cinq ans, les populations de référence des années intermédiaires étant quant à elles estimées par interpolation ou extrapolation. Pour la commune, le premier recensement exhaustif entrant dans le cadre du nouveau dispositif a été réalisé en 2008.

En 2022, la commune comptait 1 311 habitants, en évolution de +1,63 % par rapport à 2016 (Pas-de-Calais : −0,72 %, France hors Mayotte : +2,11 %).
| 1793 | 1800 | 1806 | 1821 | 1831 | 1836 | 1841 | 1846 | 1851 |
| ---- | ---- | ---- | ---- | ---- | ---- | ---- | ---- | ---- |
| 576  | 550  | 702  | 814  | 920  | 938  | 904  | 945  | 901  |

| 1856 | 1861 | 1866 | 1872 | 1876 | 1881 | 1886 | 1891 | 1896 |
| ---- | ---- | ---- | ---- | ---- | ---- | ---- | ---- | ---- |
| 841  | 845  | 865  | 858  | 872  | 850  | 851  | 881  | 884  |

| 1901 | 1906  | 1911  | 1921  | 1926  | 1931  | 1936 | 1946 | 1954 |
| ---- | ----- | ----- | ----- | ----- | ----- | ---- | ---- | ---- |
| 944  | 1 027 | 1 033 | 1 022 | 1 017 | 1 032 | 903  | 906  | 927  |

| 1962 | 1968 | 1975 | 1982  | 1990  | 1999  | 2006  | 2008  | 2013  |
| ---- | ---- | ---- | ----- | ----- | ----- | ----- | ----- | ----- |
| 939  | 855  | 873  | 1 067 | 1 264 | 1 315 | 1 311 | 1 311 | 1 314 |

| 2018  | 2022  | - | - | - | - | - | - | - |
| ----- | ----- | - | - | - | - | - | - | - |
| 1 290 | 1 311 | - | - | - | - | - | - | - |

#### Pyramide des âges
En 2018, le taux de personnes d'un âge inférieur à 30 ans s'élève à 31,4 %, soit en dessous de la moyenne départementale (36,7 %). À l'inverse, le taux de personnes d'âge supérieur à 60 ans est de 28,6 % la même année, alors qu'il est de 24,9 % au niveau départemental.
En 2018, la commune comptait 615 hommes pour 675 femmes, soit un taux de 52,33 % de femmes, légèrement supérieur au taux départemental (51,5 %).
Les pyramides des âges de la commune et du département s'établissent comme suit.
| Hommes | Classe d’âge | Femmes |
| ------ | ------------ | ------ |
| 0,5    | 90 ou +      | 0,7    |
| 5,9    | 75-89 ans    | 6,8    |
| 21,5   | 60-74 ans    | 21,6   |
| 20,8   | 45-59 ans    | 21,2   |
| 20,0   | 30-44 ans    | 18,2   |
| 14,6   | 15-29 ans    | 11,6   |
| 16,7   | 0-14 ans     | 19,9   |

| Hommes | Classe d’âge | Femmes |
| ------ | ------------ | ------ |
| 0,5    | 90 ou +      | 1,6    |
| 5,6    | 75-89 ans    | 8,9    |
| 16,7   | 60-74 ans    | 18,1   |
| 20,2   | 45-59 ans    | 19,2   |
| 18,9   | 30-44 ans    | 18,1   |
| 18,2   | 15-29 ans    | 16,2   |
| 19,9   | 0-14 ans     | 17,9   |

## Culture locale et patrimoine

### Lieux et monuments

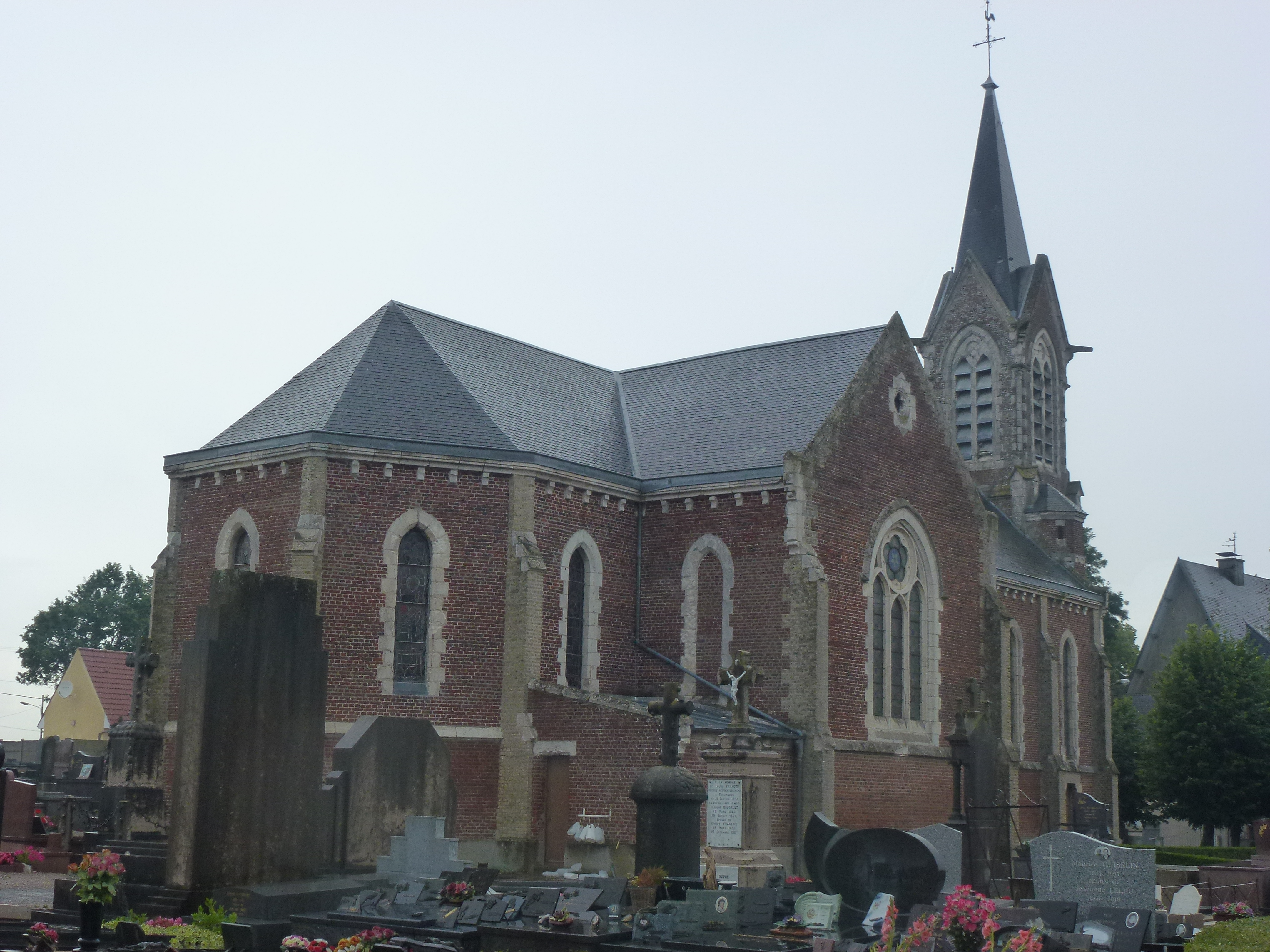
L'église.
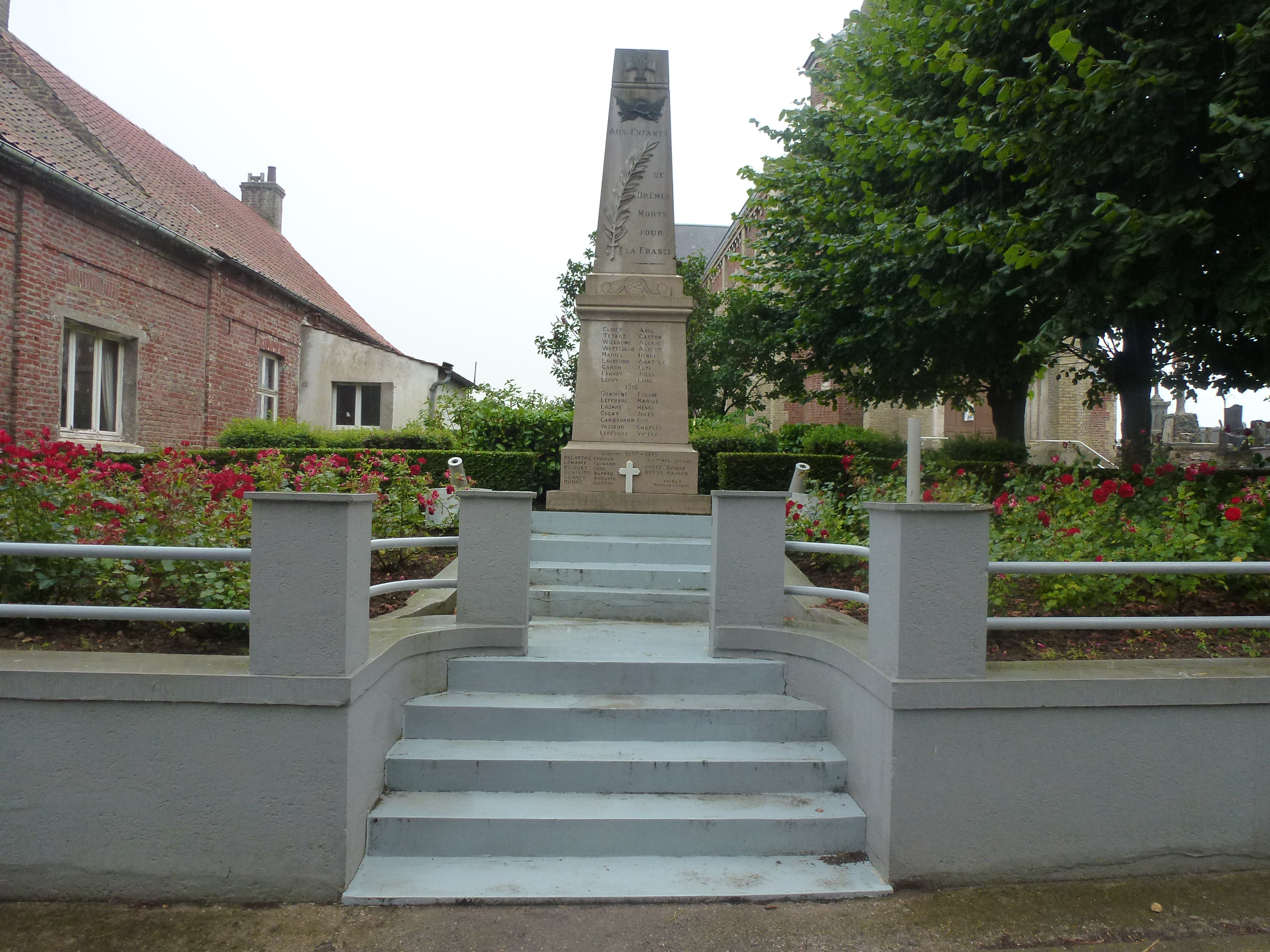
Le monument aux morts[53].

- L'église.
- Le monument aux morts.

### Personnalités liées à la commune
- Charles-Bruno Francoville (1757-1835), homme politique, né et mort dans la commune.
- Jean-Baptiste Francoville (1767-1838), homme politique, né dans la commune.

### Héraldique
| Blason de Brêmes | Blason  | Écartelé : aux 1er et 4e d'or au maillet de gueules, aux 2e et 3e de gueules à trois brèmes d'or nageant l'un au-dessus de l'autre.                                     |
| Blason de Brêmes | Détails | Armes parlantes. La commune relève les armes, deux fois parlantes (maillets et brêmes) de Blaise Mallet de Brêmes, ancien seigneur du lieu. Adopté par la municipalité. |

## Pour approfondir